# WPP Group
WPP plc este o companie multinațională britanică de comunicații, publicitate, relații publice, tehnologie și comerț cu sediul în Londra, Anglia. Este cea mai mare companie de publicitate din lume din 2023. WPP plc deține mai multe companii, care includ publicitate, relații publice, media și rețele de cercetare de piață precum AKQA, BCW, CMI Media Group, Essence Global, Finsbury, Grey, Hill & Knowlton, Mindshare, Ogilvy, Wavemaker și VML. Este una din companiile "Big Four" de agenție, alături de Publicis, The Interpublic Group of Companies și Omnicom Group. WPP are o listă principală la Bursa de Valori din Londra și este o constituentă al indicelui FTSE 100.
Pe 14 aprilie 2018, Martin Sorrell a demisionat după 33 de ani de la fondarea companiei în urma acuzațiilor de hărțuire și indiscreții sexuale, iar Roberto Quarta a fost numit președinte. Mark Read a fost numit director general în septembrie 2018.